# Nephthea arvispiculosa
Nephthea arvispiculosa is een zachte koraalsoort uit de familie Nephtheidae. De koraalsoort komt uit het geslacht Nephthea. Nephthea arvispiculosa werd in 1931 voor het eerst wetenschappelijk beschreven door Thomson & Dean. 